# Give it back
『give it back』（ギブ・イット・バック）は、日本のロックバンド・Cö shu Nieのメジャー5枚目のシングル。2021年3月10日にSony Music Associated Recordsより発売。

## 概要
- 前作『give it back (Slushii Remix)』より約1か月、CDシングルでは『bullet』より約4か月でのリリース。
- CDは、期間生産限定盤A（アーティスト盤）、期間生産限定盤B（アニメ盤）の2形態で発売[5]。
- 表題曲「give it back」は、TVアニメ『呪術廻戦』第2クールエンディングテーマとして書き下ろされた楽曲。タイアップが決定した時には、

| 「 | この作品の繊細で愛おしい部分と呼応するように生まれた曲が、"give it back"です。 どうかこの曲が、呪術廻戦を味わった皆さまの心をさらに温められますように。 | 」 |

とコメントした。
- メンバー全員が兼ねたから原作のファンだったため、タイアップが決まった際には、メンバー全員でバンザイして喜んだという[8]。
- 期間生産限定盤Aには、カップリングとして「miracle」が、付属Blu-rayには昨年12月に行われたBillboard Live Tokyoでのアコースティックリアレンジライブで披露された「黒い砂」「アマヤドリ」「asphyxia」「gray」の映像が収録される[9][10]。

## 楽曲解説
1. give it back
  - TBS・MBS系アニメ『呪術廻戦』第2クールエンディング・テーマ
    - 歌詞は「起首雷同編」に焦点を当てており、中村は「過去を辿ると何かしら抱えているものがあって、失われていくものもあるけど、周りの人たちと愛を育んだりしながら、先に進んでいく。で、また次の目的地に向かう。」と言った物語を描いたという[11]。

  - 2021年1月22日に先行配信された[12]。
2. miracle
  - WOWOW『連続ドラマW インフルエンス』主題歌[13]

## 収録楽曲

### 期間生産限定盤A
※2021年7月末まで
| 全作詞・作曲: 中村未来、全編曲: Cö shu Nie。 |                                |          |            |      |
| #                                            | タイトル                       | 作詞     | 作曲・編曲 | 時間 |
| 1.                                           | 「give it back」               | 中村未来 | 中村未来   | 3:34 |
| 2.                                           | 「miracle」                    | 中村未来 | 中村未来   | 6:11 |
| 3.                                           | 「give it back」(Instrumental) | 中村未来 | 中村未来   | 3:34 |
| 4.                                           | 「miracle」(Instrumental)      | 中村未来 | 中村未来   | 6:08 |
| 合計時間:                                    | 合計時間:                      | 19:27    |            |      |

| 全作詞・作曲: 中村未来、全編曲: Cö shu Nie。 |                |          |            |
| #                                            | タイトル       | 作詞     | 作曲・編曲 |
| 1.                                           | 「黒い砂」     | 中村未来 | 中村未来   |
| 2.                                           | 「アマヤドリ」 | 中村未来 | 中村未来   |
| 3.                                           | 「asphyxia」   | 中村未来 | 中村未来   |
| 4.                                           | 「gray」       | 中村未来 | 中村未来   |
| 合計時間:                                    | 合計時間:      | 0:00     |            |

### 期間生産限定盤B
※2021年7月末まで
| 全作詞・作曲: 中村未来、全編曲: Cö shu Nie。 |                                 |          |            |
| #                                            | タイトル                        | 作詞     | 作曲・編曲 |
| 1.                                           | 「give it back」                | 中村未来 | 中村未来   |
| 2.                                           | 「give it back」(Slushii Remix) | 中村未来 | 中村未来   |
| 3.                                           | 「give it back」(Instrumental)  | 中村未来 | 中村未来   |
| 4.                                           | 「give it back」(TV edit)       | 中村未来 | 中村未来   |
| 合計時間:                                    | 合計時間:                       | 0:00     |            |

## 特典
| 店舗                       | 特典                            | 備考     |
| -------------------------- | ------------------------------- | -------- |
| Amazon.co.jp（ECサイト）   | メガジャケ                      | [ 注 1 ] |
| 全国アニメイト（通販含む） | オリジナルステッカー（5cm×5cm） | [ 注 2 ] |

## テレビ演奏
- TBS『PLAYLIST』（2021年3月30日[14]）「give it back」※地上波初出演（関東ローカル）
- NHK『シブヤノオト』（2021年4月3日[15]）「give it back」※地上波初出演（全国区）
- フジテレビ『Love music』（2021年4月12日[16]）「give it back」

## give it back (Slushii Remix)
『give it back (Slushii Remix)』（ギブ・イット・バック（スラッシー・リミックス））は、日本のロックバンド・Cö shu Nieの6作目の配信限定シングル。2021年2月12日にSony Music Labels Inc.より発売。

### 楽曲説明 (Slushii Remix)
この曲は、アメリカ出身のDJ・プロデューサーであるSlushiiによる「give it back」のRemix。
「give it back」は原曲がバラード調ということもあり、その魅力をいかしたローファイビートがベースのチルなサウンドで、楽曲の持つ別の側面が引き出されたといえるRemixになっている。
この曲のオフィシャルオーディオは、ソニー・ミュージックレーベルズが手掛けるアニメーション・楽曲を軸とするLo-fi Hip HopのYouTubeチャンネル『Tokyo LosT Tracks -サクラチル-』でも公開中。

### 収録曲 (Slushii Remix)
| 全作詞・作曲: 中村未来、全編曲: Slushii。 |                                 |          |            |      |
| #                                         | タイトル                        | 作詞     | 作曲・編曲 | 時間 |
| 1.                                        | 「give it back」(Slushii Remix) | 中村未来 | 中村未来   | 3:08 |
| 合計時間:                                 | 合計時間:                       | 3:08     |            |      |